# Holcmány
Holcmány (románul: Hosman, németül: Holzmengen, szászul Hultsmänjen) falu Romániában, Szeben megyében, a történelmi Szászföld közepén. Közigazgatásilag Újegyház községhez tartozik. A Hortobágy-folyó völgyében fekszik.

## Története
Első ízben 1381-ben említik Holzmenia néven. 1449-ben III. Vlad havasalföldi fejedelem feldúlta, ezután elnéptelenedett. 1500 körül 15 gazdát, egy pásztort és egy iskolamestert írtak össze. Oláh Miklós is említi Hungáriájában.[forrás?] A kuruc háborúk idején 400 háztartásból csak 15 maradt meg.
A településen belül hagyományosan jól elkülönülve élt a három etnikum: a szászok a falu központjában éltek, míg a románok csak a falu keleti peremén, a javarészt aranymosással, később a szász gazdák birtokain napszámosként dolgozó cigányok pedig a falu északi peremén telepedhettek le. Később a Habsburgok által sikerrel katolicizált románok már a falu nyugati részén is letelepedhettek, itt építették fel görög-katolikus templomukat, mely az egyház 1949-es felszámolását követően a római-katolikusoké lett.
Az 1910-ben megnyílt Nagyszeben-Szentágota keskeny nyomtávú vasútnak volt a faluban is állomása. A kisvasút üzemeltetését 2001 őszén szüntették meg.

## Népesség
Holcmány lakossága az idők során viszonylag állandó volt, csak az elmúlt 40 évben, a szászok exodusát követően apadt a lakosság jelentős mértékben.
1850-ben 973-an lakták a települést, 49%-uk (478 fő) szász, 29% (282 fő) román és 22% (213 fő) cigány volt.
1941-ben volt a falu a legnépesebb, ekkor 1206-an lakták, melyből 51% (612) szásznak, 47% románnak (572) vallotta magát, noha ekkor az aktuális politikai helyzetben (ebben az évben kezdődött el Antonescu fasiszta diktatúrája) a népes holcmányi cigányság teljes egészében románként határozta meg magát, hogy elkerüljék az esetleges megtorlásokat.
A háború utáni években sok szász gazdát elhurcoltak a Szovjetunióba, sokan elmenekültek Németországba. A megüresedett házakba románokat telepítettek.
1977-ben még 37% volt a szász lakosság aránya a faluban, ez 1992-re 6%-ra zuhant, köszönhetően Ceauşescu kisebbségellenes politikájának, mely során elárverezte és kiárusította német nemzetiségű állampolgárait az NSZK-nak.
2002-ben a 790 fős településen 87% vallotta magát románnak és 11% cigánynak. Szászt csupán 6 főt, magyart 5 főt regisztráltak.

## Látnivalók
A falu fölé magasodó impozáns erődtemplomot 1275-ben kezdték el építeni. Ebből a román kori építményből több elem is látható napjainkig, legjelentősebb a nyugati kapu, valamint a főhajót az oldalhajóktól elválasztó oszlopok. A nyugati kapu Erdély egyik legjelentősebb román kori építészeti emlékének számít. A 15-16. században az ellenséges betörések elleni védekezésül dupla védőfallal erődítették a templomot. A két falat összekötő kaputorony az északnyugati oldalon áll. A belső falon négy, a külsőn kettő további bástya áll. A 18. században kisebb barokk stílusú átépítések zajlottak. Az épület a második világháborút követően fokozatos romlásnak indult, mely a szászok távozásával csak jobban fokozódott. A kitelepült szászok komoly pénzügyi támogatásával, 1994-95 között kiterjedt állagmegőrzési és javítási munkálatok zajlottak az erődtemplomon. Jelenleg egy újabb felújítás kezd aktuálissá válni.

## Híres emberek
- Itt született Samuel Joseph Maetz orgonaépítő mester (1760-1826). Számos környező szász település evangélikus temploma büszkélkedhet az általa készített orgonákkal, de a kolozsvári unitárius templomban is Maetz-féle orgona szól.

## Fordítás
Ez a szócikk részben vagy egészben  a   Hosman című német Wikipédia-szócikk ezen változatának fordításán alapul.  Az eredeti cikk szerkesztőit annak laptörténete sorolja fel. Ez a jelzés csupán a megfogalmazás eredetét és a szerzői jogokat jelzi, nem szolgál a cikkben szereplő információk forrásmegjelöléseként.